# ستان (أغنية)

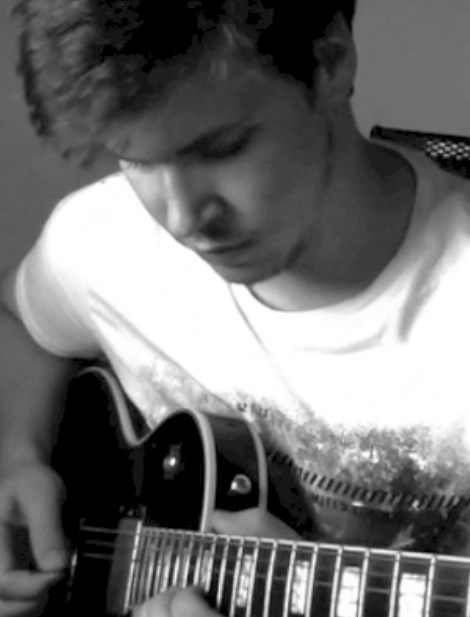

«ستان» هي أغنية من مغني الراب الأمريكي إمينيم والمغنية البرطانية ديدو. اطلقت في 9 ديسمبر 2000 من البوم ذا مارشال ماذرز إل بي وقد حازت على المرتبة الأولى في المملكة المتحدة و أستراليا.
;وقد حازت على المرتبة 296 في لائحة أعظم 500 أغنية في التاريخ. وكانت ضمن قائمة اعظم 15 أغنية الهيب هوب في التاريخ

## وصلات خارجية
- ستان على موقع أول موفي (الإنجليزية)